# Anticla tarasia
Anticla tarasia är en fjärilsart som beskrevs av William Schaus 1929. Anticla tarasia ingår i släktet Anticla och familjen silkesspinnare. Inga underarter finns listade i Catalogue of Life.